# Сенькович, Фёдор

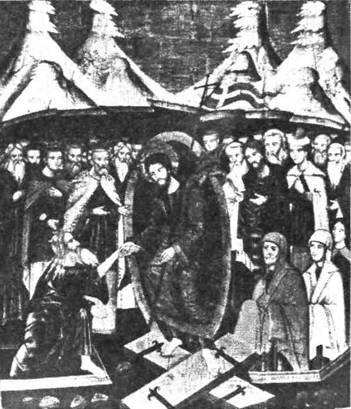
Сенькович, Фёдор. Воскресение-сошествие Христа в ад. Ок. 1616—1617 г. Икона цикла великих праздников иконостаса Успенской церкви. Львов, Успенская церковь

Фёдор Сенькович (ум. 1631, Львов) — один из ведущих художников львовской художественной школы.

## Биография
Родился в Щирце в семье художника. Год рождения неизвестен.
В 1602 году переселился во Львов. Поддерживал тесные отношения со Львовским Успенским братством. В конце 1616 заключил договор на создание иконостаса и плащаницы для Успенской церкви во Львове. Работы, продорлжавшиеся более 12 лет, были завершены художником между концом 1628 — началом 1630 года.
За время первого этапа работы над иконостасом Фёдором Сеньковичем были созданы иконы страстного цикла «Воскресение — Сошествие Христа в ад», за время второго — «Вход Господень в Иерусалим», «Воскрешение Лазаря» (оба в Успенской церкви), а также храмовые «Успение», «Благовещение» и «Сретение» для церкви в селе Великие Грибовичи возле Львова.
Кроме работ для Львовского братства, художник выполнил в 1617 году по заказу львовского цеха золотарей — хоругвь, в 1628 году для магистрата — иконы для городских ворот, а также для львовского старосты Станислава Бонифация Мнишека, подканцлера Томаша Замойского, луцкого греко-католического епископа Иеремии Почаповского.
В 1617 Федор Сенькович был советником во время перестройки и отделки городской ратуши.
Среди его учеников были Николай Муха, Гаврила Слонь (Кузьмич), Андрей Попович (Калатайко).
Творчество Сеньковича прослеживается на протяжении длительного времени, начиная от датированной и подписанной им в 1599 году иконы «Богоматерь Одигитрия с пророками» (с. Рипнив Львовской области). Над Пятницким и Успенским иконостасами художник работал с Лаврентием Пухальским и Николаем Петрахновичем.
За просветленную гармонию и утонченную поэтичность работ современники называли иконы Сеньковича «умиленными» (трогательными).
Наиболее полно проявились творческие качества художника в Успенском иконостасе, заказанном Успенским Ставропигийским братством во Львове для новопостроенной церкви в 1629 г. Однако левая часть иконостаса впоследствии была уничтожена пожаром.
Ф.Сенькович уже не смог принять участия в его восстановлении, так как умер в 1631 году.

## Ссылка
- Федір Сенькович. Життєвий і творчий шлях львівського маляра першої третини XVII ст. // Львів: місто — суспільство — культура. — Т. 3: Збірник наукових праць / За редакцією Мар’яна Мудрого (Вісник Львівського університету. — Серія історична. — Спеціальний випуск). — Львів, 1999. — С. 44-116.